# Fejdon z Argos
Fejdon – tyran Argos (ur.?, zm. ok. 660 p.n.e.)
Określenia "tyran" jako pierwszy użył w stosunku do Fejdona Arystoteles i doskonale oddaje ono nie tylko rodzaj sprawowanej władzy, ale i charakter tego człowieka. 
Odziedziczywszy tron Argos, krainy na wschodzie Peloponezu, Fejdon utworzył ogromną armię złożoną z piechoty; formacje tego typu nieznane były jeszcze w Europie, występowały tylko w Azji. W 669 roku p.n.e. w bitwie pod Hysiaj pokonał Spartan, uważających się za pogromców tyranów. Po Sparcie przyszła kolej na Ateny. W tym czasie wojnę z Atenami, największą dotąd potęgą morską w basenie Morza Egejskiego, prowadziła Egina, która właśnie dorobiła się silnej floty. Fejdon zawarł sojusz z Eginą, ale po klęsce Aten zajął także ją. Ponoć tam właśnie zaczął bić pierwsze srebrne monety. Wprowadził także jednolity system miar i wag w wielu greckich miastach. W 668 roku p.n.e. Fejdon włączył się w spór między Pisą a Elidą, które walczyły ze sobą o przewodnictwo nad igrzyskami w Olimpii, i zapewnił zwycięstwo Pisie. Próbował także zająć Korynt, co doprowadziło do kolejnego konfliktu ze Spartą. W jego ręce wpadły ponadto Sykion i Samos. Arystoteles nazwał Fejdona tyranem, ponieważ zwykł on rozwiązywać konflikty siłą oręża, nie zaś argumentów. W Argos sprawował władzę absolutną, nie dzieląc jej z arystokracją, jak działo się w innych państwach greckich. Fejdon został zabity prawdopodobnie podczas wojny domowej w Koryncie, w wyniku której władzę w tym mieście-państwie objął pierwszy tyran. Wkrótce potem pod władzą tyranów znalazły się Epidauros, Megara i Sykion.

## Ważniejsze daty
- 669 p.n.e. Fejdon pokonuje armię spartańską i ogłasza się jedynowładcą Aten
- 668 p.n.e. interwencja w sprawie przewodniczenia igrzyskom olimpijskim
- ok. 660 p.n.e. śmierć Fejdona w czasie wojny domowej w Koryncie